# 天然災害停止上班及上課作業辦法
《天然災害停止上班及上課作業辦法》是中華民國政府災害管理的一項法規。針對臺澎金馬地區受天然災害影響時，衡量各地區縣市機關及公、私立學校停班停課標準。並由行政院人事行政總處發布「天然災害停止上班及上課情形」，避免上班職員、上課學生因通勤遭遇交通困難並承擔危安風險，甚至造成生命財產損失；偶有因工作場所被災害破壞或阻礙而有局部區域或個別機關學校發布停班停課的情況。
以往每年颱風侵臺為主要適用情形，而引用此辦法所實施的停止上班、停止上課（停班停課），俗稱為「颱風假」；2013年3月，行政院人事行政總處將其正名為「災防假」。

## 背景

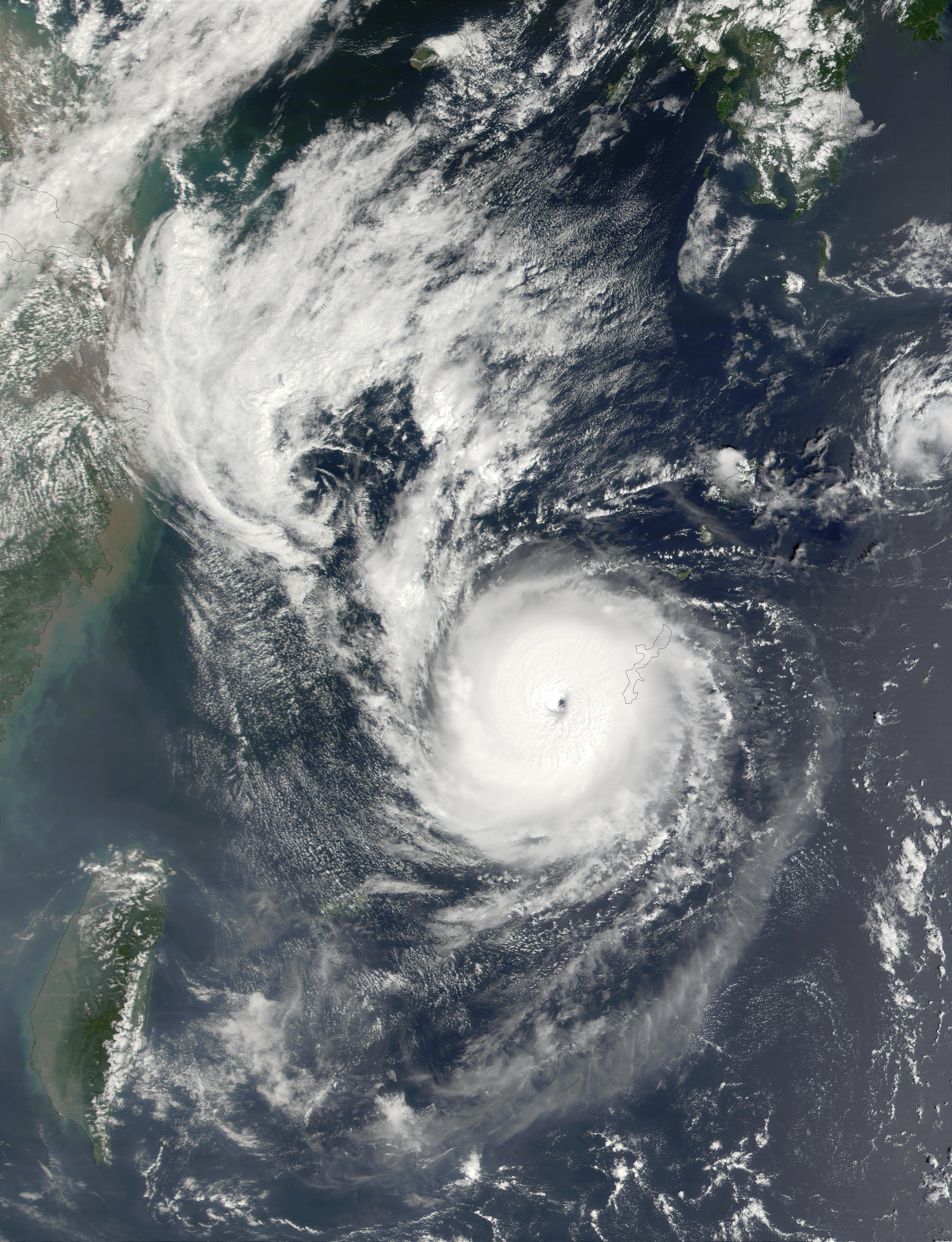
颱風為臺灣常見的天然災害之一，常因此停止上班上课。圖為2001年納莉颱風侵臺衛星雲圖。

颱風是侵襲臺灣最頻繁的天然災害。1897－1948年，颱風暴風圈侵襲臺灣陸地者共有189個，1949－1996年則共有218個。以百年統計數據平均，有案可查且侵襲臺灣的颱風約每年4.07個，就此看颱風可說是侵襲臺灣最頻仍的天然災害。
1970年代之前，臺灣人事通報權責劃分相當紊亂，颱風假並無一定規範。1977年人事行政局成立後，停班停課事宜，由該局宣告，不過一般而言，全國性停班停課的此種通報，仍由行政院院長，甚至中華民國總統決定。1993年，人事行政局組織法制化後，決定天然災害是否停班停課改由人事行政局實質主導，並且參酌各地縣市政府意見與交通部中央氣象署的氣象預報資料。除此重大變革外，實質停班停課做法，也漸趨將全國性停班停課規定取消，改由颱風侵襲區域為主，產生了局部地區停班停課的情形。

## 沿革
2000年7月12日，《天然災害停止辦公及上課作業辦法》訂定發布。明定了天然災害停班停課的標準、作業處理方式、停班停課與否權責機關，就各單位法規整合成統一作業辦法。當臺澎金馬地區的縣市發生天然災害時，可提供民眾上網查詢停班停課情形。
2013年1月22日，《天然災害停止辦公及上課作業辦法》修正發布名稱為《天然災害停止上班及上課作業辦法》。

## 概要

### 對象
針對中華民國轄區內，宣布停班停課的縣市、鄉鎮市區、機關學校。
適用對象例如公務機關、各級學校、郵政電信、公共交通等，通常只要臺灣證券交易所的所在地（北北基桃）宣佈停班停課，臺灣股市亦休市一天。另外，臺灣多數私人企業，也依此辦法決定是否停班。
非適用對象例如中華民國國軍、警察、消防員、海岸巡防、交通人員、醫院部分職員、部分公務人員（地方行政首長及政務官）、中央災害緊急應變中心、各地災害應變中心、其他從事緊急應變相關工作等，必須強制上班者（機構必須予以補發加班費或補休）。

### 停班停課標準
風災
為颱風暴風半徑於4小時內預期經過之地區，平均風力達七級以上或陣風達十級以上時，即可停班停課。
水災
各級機關、學校、公教員工住所積水，或通勤路上因降雨致河川水位暴漲、橋梁中斷、積水致通行困難、地形變化發生危險及道路通勤困難。
震災
各級機關、學校、公教員工住所，已達全倒、半倒之標準，或有倒塌危險及道路通勤困難。
土石流災害
該縣市符合土石流警戒基準值，且有致災之虞。
其他災害
依上述類推。
有時會出現彈性停班停課的情形發生，例如：
- 照常上班、停止上課
- 該縣市未達停班停課標準，仍決定高級中等以下學校停止上課，則專科以上學校如大學者仍必須照常上課或由各大學自行宣布。

放假爭議
相較於亞洲其他地區，除了菲律賓之外，台灣應該為颱風最常侵襲的地區之一，因此有24小時的災防假制度產生。這樣看似比香港澳門的時段放假制來的安全，但不公平性卻比有颱風假制度的國家高很多。以台灣的法律，災防假僅適用於大部分政府機關的公務員，但民間企業老闆仍然不是每個必定遵從，而常出現員工冒著生命危險上班等情況。若停班則不給薪，且若強迫到班仍有90%公司不給予加班費，這也讓外界質疑這是在做半套。
而地方政府也是爭議點之一，以目前的法規是由地方首長宣布是否停班停課，此時台南及首都台北常為了放假而惹出爭議，因為兩地為經濟重鎮，若放假即代表停工所帶來的損失就會增加，因而常出現下午2時或以後才放假等爭議情況（台灣股市於每日下午1時半收盤），讓大家炮轟草菅人命。
扣除這些人為因素，還有制度問題，包含氣象署給颱風的暴風圈較國際機構小，令人質疑企業給政府壓力或政府機關不想花費過多人力等不公平問題。以台灣地形來說一個小小的行政區風雨分布就會有不少的差別，而常有市區風雨未達標準，郊區已有災情產生仍得趕上班上課的情況。
在暴風圈外圍也有可能因為地形造就強烈風雨，但目前法律規定仍以暴風圈內才能放假而引起不小爭議，例如：2016年強烈颱風莫蘭蒂使北部刮出10級以上強風受限於制度而使暴風圈外之地區冒著生命危險上班課。

### 通報權責
就是否停班停課決定權來說，該作業辦法原則規定：臺灣地區的所有直轄市及縣、市，停班停課決定與通報權皆歸直轄市長、縣市長權限，也就是各地方首長皆可決定所管轄轄區內是否可因天然災害而予以停班停課。不過該辦法仍彈性規定，特殊情形者，可授權由所屬鄉鎮市（區）長、天災受害機關首長或學校校長自行決定。而通報後，主官人事的行政院人事行政總處仍必須將其全國性的統籌宣告。而此停止上課上班通報後，臺灣各電視台均會以快報或字幕跑馬燈方式播報，方便通知相關人員因應，另外，行政院人事行政總處及各機關也均設專線應詢。

### 通報時機
當天然災害來臨時，首長決定全天或半天停班停課時，其通報時機，並須於前一天晚間10點30分前通知大眾媒體，並由大眾媒體於晚間11時前播放。而此通報，必須由中央氣象署氣象預報為主要參酌資料。除此，如遇到無法及時決定，最遲不得於停班停課日當天上午五時後播報之。
行政院人事行政總處首頁於災害期間亦會改為「天然災害停止上班及上課情形」特別網頁，主要媒體及入口網站皆會提供連結供查閱。

### 訊息偽造、變造懲處
若將行政院人事行政總處網頁所發布的訊息，私自刻意偽造、變造、散佈不實消息，需負刑事責任。

## 天然災害停止上班及上課情形
是指人事行政總處所公布的特別頁面，詳列中華民國政府所轄各縣市是否停班停課情形。以下列出一些記錄以供參考。
| 特殊記錄              | 特殊記錄                 | 特殊記錄                                                         |
| 期間                  | 災害                     | 停班停課地區                                                     |
| --------------------- | ------------------------ | ---------------------------------------------------------------- |
| 2005年7月18日         | 颱風海棠                 | 臺澎馬 只有金門縣照常辦公、照常上課。                            |
| 2005年9月1日          | 颱風泰利 (2005年)        | 臺澎馬 金門縣下午停止辦公、停止上課。                            |
| 2008年7月28日         | 颱風鳳凰                 | 臺澎 連江縣下午停止辦公、停止上課 金門縣下午照常辦公、停止上課。 |
| 2011年3月11日         | 日本311地震之海嘯        | 臺灣部分沿海地區                                                 |
| 2012年6月20日         | 颱風泰利 (2012年)        | 臺澎金馬                                                         |
| 2013年7月13日         | 颱風蘇力                 | 臺澎金馬                                                         |
| 2014年7月23日         | 颱風麥德姆               | 臺澎金馬                                                         |
| 2014年8月1日－8月11日 | 氣爆                     | 詳見高雄氣爆民生影響                                             |
| 2015年8月8日          | 颱風蘇迪勒               | 臺澎金馬                                                         |
| 不定                  | 季（強）風、颱風外圍環流 | 臺東縣蘭嶼鄉                                                     |

## 外部連結
- 天然災害停止上班及上課作業辦法全文（页面存档备份，存于）
- 行政院人事行政總處（页面存档备份，存于）
- 行政院人事行政總處－歷次天然災害停止上班上課訊息 （页面存档备份，存于）